# Parità dei tassi d'interesse
La parità dei tassi d'interesse (in inglese interest rate parity) in economia è la relazione che lega i tassi d'interesse ai tassi di cambio.
Si tratta di una condizione di non arbitraggio sui mercati finanziari in base alla quale il rendimento atteso di un'attività finanziaria denominata in valuta nazionale deve essere uguale al rendimento di attività finanziaria analoga denominata in valuta estera al netto del deprezzamento atteso della valuta nazionale nei confronti della valuta estera.
Si distinguono generalmente una parità coperta e una parità scoperta dei tassi d'interesse.

## Parità coperta dei tassi d'interesse
La parità coperta dei tassi d'interesse (in inglese covered interest rate parity o interest parity condition) ci dice che, al fine di escludere la possibilità di arbitraggi sul mercato dei cambi, i differenziali dei tassi d'interesse devono essere accompagnati da differenziali tra i tassi spot e i tassi forward (a termine) sul mercato dei cambi.
In particolare, deve valere la seguente eguaglianza:
{\displaystyle \ (1+i)=(F/S)(1+i^{*})\;}
dove:
- i è il tasso d'interesse garantito da un'obbligazione nazionale con una certa scadenza (es. annuale);
- i* è il tasso d'interesse garantito all'estero da un'obbligazione analoga con la stessa scadenza;
- S è il tasso di cambio spot, definito come il prezzo della valuta estera ($) in valuta nazionale (€), cioè €/$ (cambio "incerto per certo");
- F è il tasso forward €/$, cioè il tasso di cambio prevalente sui mercati per un contratto a termine con la medesima scadenza delle obbligazioni di cui sopra.

La formula precedente ci dice che il rendimento che si ha investendo un'unità di valuta nazionale in titoli domestici, (1+i), deve essere uguale al rendimento ottenuto: 
- convertendo a pronti l'unità di valuta nazionale in valuta estera,
- investendo le 1/S unità di valuta estera così ottenute in titoli esteri analoghi, e
- riconvertendo a termine il montante, ottenendo così F (1+i*) (1/S) unità di valuta nazionale.

Questa operazione è possibile grazie all'esistenza di mercati dei cambi a termine che permettono di fissare oggi il prezzo di un'operazione di cambio da effettuare nel futuro, neutralizzando così i rischi del cambio.
Affinché la parità coperta valga è necessario assumere che le attività finanziarie denominate in valuta estera e nazionale:
- abbiano lo stesso rischio, o siano percepite come tali dagli investitori;
- possano essere commerciate internazionalmente, non vi siano cioè vincoli ai movimenti di capitale finanziario.

Se, valendo le due condizioni precedenti, l'uguaglianza precedente non valesse, esisterebbero possibilità di arbitraggio su titoli fruttiferi non completamente sfruttate.

### Formulazioni alternative
Esistono modi alternativi di esprimere l'uguaglianza precedente.
Così, prendendo i logaritmi naturali e ricordando che {\displaystyle \ \ln(1+i)\approx i}, l'eguaglianza precedente può essere riscritta come
{\displaystyle \ i=i^{*}+\ln(F/S)}
dove ln(F/S) è il forward premium, la differenza percentuale tra il tasso di cambio a termine e quello a pronti.
In base alla formulazione precedente risulta chiaro che, in base alla parità coperta dei tassi di interesse, il differenziale dei tassi di interesse nazionale ed estero, (i-i*), deve essere pari al forward premium. In particolare, quando il tasso d'interesse interno è inferiore a quello estero, (i<i*), il prezzo a termine della valuta estera è minore di quello spot. Il contrario quando i>i*.
Un altro modo di esprimere la parità coperta è, manipolando la prima formula riportata:
{\displaystyle \ i=i^{*}+{\frac {F-S}{S}}(1+i^{*})}
che in genere, quando la volatilità del cambio non è alta, si approssima come:
{\displaystyle \ i=i^{*}+{\frac {F-S}{S}}}.

### Un esempio

#### Ipotesi in cui vale la parità coperta dei tassi d'interesse
Pensiamo ad un soggetto che voglia investire 100 € per un anno. Il mercato offre all'investitore le seguenti condizioni:
- iEU = 3% = 0,03
- iUS = 4,5% = 0,045
- S = 0,8
- F = 0,788517

Il nostro investitore ha due alternative:
1. investire 100 € al tasso di interesse iEU;
2. investire 100 € al tasso di interesse USA iUS, effettuando le dovute conversioni.

Nel primo caso l'investitore otterrebbe a scadenza un montante di 103 € (= 100*(1+0,03)€).
Nel secondo caso egli dovrebbe:
- cambiare a pronti i suoi 100 € in dollari, ottenendo (1/0,8)*100 € = 125 $;
- investire i 125 $ al tasso USA, ottenendo a scadenza un montante di 125*(1+0,045) $ = 130,625 $
- cambiare a termine il montante di 130,625 $ in euro, ottenendo 0,788517*130,625 = 103 €.

In tal caso non esistono possibilità di arbitraggio, perché le due alternative garantiscono un rendimento di 3€.

#### Ipotesi di arbitraggio
Riprendiamo l'esempio precedente ma supponiamo che il tasso d'interesse USA sia del 6% (iUS = 0,06)
Questa volta, scegliendo la seconda alternativa, l'investitore otterrebbe una somma maggiore. Infatti, investendo sul mercato statunitense i 100 € convertiti spot in dollari (125 $), otterrebbe alla scadenza un montante pari a 125*(1+0,06) $ = 132,5 $. Riconvertendo nello stesso momento in euro sui mercati a termine la somma futura, si assicurerebbe alla scadenza un montante pari a 0,788517*132,5 €= 104,478502 € (> 103 €, che è il montante garantito dalla prima alternativa).
Se ipotizziamo dunque di poter prendere denaro in prestito agli stessi tassi, sarà allora possibile indebitarsi in euro al 3%, riconvertire quanto ricevuto in dollari, investirlo e riconvertirlo a termine.
Tradotto in cifre questo significa che l'investitore oggi:
- riceve 100 € (presi in prestito al 3%);
- converte i 100 € in dollari, ottenendo 125 $;
- investe i 125 $ al tasso USD.

Il flusso netto delle operazioni precedenti è zero.
Lo stesso investitore tra un anno:
- riceve il montante dell'investimento (132,5 $)
- converte i 132,5 $ in euro, ottenendo 104,478502 €
- restituisce il montante di quanto aveva preso a prestito, cioè 103 €;

Il flusso netto è positivo, poiché, restituiti i 103 €, restano all'investitore 1,478502 € (104,478502 € - 103 €). L'investitore quindi riceverà a termine circa 1,5 €.
Considerando che si tratta di un importo certo, ottenuto a costo zero, gli investitori inizierebbero a convertire i propri euro in dollari sul mercato spot e a riconvertirli in euro sul mercato a termine. Questo comporterebbe un deprezzamento dell'euro contro il dollaro sui mercati a pronti e un apprezzamento sui mercati a termine. Il cambiamento nei tassi di cambio proseguirebbe fino a neutralizzare le possibilità di arbitraggio, ristabilendo così la parità coperta dei tassi di interesse.

## Parità scoperta dei tassi d'interesse
La parità scoperta dei tassi d'interesse (in inglese uncovered interest rate parity) assume la seguente eguaglianza:
{\displaystyle \ 1+i={\frac {E[S_{t+1}]}{S_{t}}}(1+i^{*})}
dove St è il tasso di cambio spot al periodo {\textstyle t} e {\textstyle E[S_{t+1}]} è il tasso di cambio spot atteso al periodo {\textstyle t+1}.
Affinché la parità scoperta valga occorre ipotizzare che il premio per il rischio sia zero, cioè che gli investitori siano neutrali al rischio. Nel caso non lo fossero, il tasso di cambio a termine (Ft+1) potrebbe differire dal tasso di cambio spot atteso (E[St+1]), e la parità coperta e scoperta non potrebbero essere entrambi valide.
Analogamente alla parità coperta, formulazioni equivalenti della parità scoperta sono:
{\displaystyle \ i=i^{*}+\ln \left({\frac {E[S_{t+1}]}{S_{t}}}\right)}
e
{\displaystyle \ i=i^{*}+{\frac {E[S_{t+1}]-S_{t}}{S_{t}}}}.

### Parità scoperta dei tassi d'interesse reale
È possibile costruire una parità scoperta anche in termini reali, cioè espressa in termini di tassi di interesse e cambio reali.
In particolare, partendo dall'equivalenza:
{\displaystyle \ 1+i_{t}={\frac {E[S_{t+1}]}{S_{t}}}(1+i_{t}^{*})}
e richiamando la definizione di tasso di interesse reale
{\displaystyle \ 1+r_{t}={\frac {1+i_{t}}{1+\pi _{t}^{e}}}}
dove {\displaystyle \ \pi _{t}^{e}={\frac {P_{t+1}^{e}-P_{t}}{P_{t}}}} è il tasso d'inflazione atteso per il periodo t e Pt il livello dei prezzi al periodo t, si ha:
{\displaystyle \ 1+r_{t}={\frac {E[S_{t+1}]\ (1+\pi _{t}^{*e})}{S_{t}\ (1+\pi _{t}^{e})}}(1+r_{t}^{*})={\frac {E[S_{t+1}]\ P_{t+1}^{*e}/P_{t}^{*}}{S_{t}\ P_{t+1}^{e}/P_{t}}}(1+r_{t}^{*})}.
Da cui, ricordando la definizione di tasso di cambio reale:
{\displaystyle \ \varepsilon _{t}={\frac {S_{t}P_{t}^{*}}{P_{t}}}}
abbiamo:
{\displaystyle \ 1+r_{t}={\frac {E[\varepsilon _{t+1}]}{\varepsilon _{t}}}(1+r_{t}^{*})}
che è appunto la parità scoperta espressa in termini reali.

### Relazione tra tasso d'interesse e tasso di cambio descritta dalla parità dei tassi d'interesse
Assumendo dati e costanti il tasso d'interesse estero (i*) e invariate le aspettative sul tasso di cambio ({\textstyle E[S_{t+1}]=S^{e}}) la parità scoperta dei tassi d'interesse postula una relazione positiva tra tasso d'interesse di mercato e tasso di cambio spot, sia in termini nominali che reali. In particolare, si ha:
{\displaystyle \ i=i^{*}+{\frac {S^{e}-S}{S}}}
Così, in base all'equazione precedente, con aspettative invariate e costanti i rendimenti sulle attività estere, ad un aumento dei tassi di interesse interni dovrebbe far apprezzare il tasso di cambio reale e rendendo i beni domestici più costosi rispetto ai beni esteri. Viceversa nel caso di una diminuzione del tasso d'interesse interno.